# ORSEAS
ORSEAS（オアシス）は、2020年に結成されたヴィジュアル系バンド。
2024年まではGrimAqua（グリムアクア）というバンド名で活動していた。
ファンの総称は「Ariel（アリエル）」。

## メンバー
LUM.(ラム)
- ヴォーカル担当。
- 創設メンバー。
- KAMIJOの様な貴族的ファッション。
- 神戸出身であり、神戸観光大使を目指している。

柳(やなぎ)
- 上手(かみて)ギター担当。
- 創設メンバー。
- 小悪魔(インキュバス)的なファッション。
- 小柄(158.8cm)で華奢な体型がチャームポイント。

くろ
- 下手(しもて)ギター担当。
- 2023年に加入。
- ゴスのゾンビの女形の様なファッション。
- インタビューやSNSでは、常にひらがなだけを使用。
- ペシミストかつ、かなりの読書家。

GoH(ごう)
- ベース担当。
- 創設メンバー。
- 2024年までは「さとり ごう」と名乗っていた。
- オーソドックスなV系ファッション。

Seira(セイラ)
- ドラム担当。
- 2024年に加入。
- 美女と見紛うレベルの女形ファッション。
- 元AIOLIN、AURORIZEのドラマー。

## 元メンバー
菊池明人
- ギター担当。
- 創設メンバー。
- 2022年に脱退。

## ヒストリー
2020年
- 11月1日、LUM.、菊池明人、柳、さとり ごう(現・GoH)、の4人でGrimAquaというバンドを結成する。

2021年
- 本格的に音楽活動開始。
- シングル「BLACK SIDE OF TRIGGER」、「INFECTED ERROR」、「Sheena」をリリース。
- ミニアルバム「ECLIPSE」をリリース。

2022年
- シングル「空は群青に泣く」をリリース。
- 菊池明人が脱退。

2023年
- 音楽マネジメント事務所のBloomと契約。
- 新ギタリストとして、くろが加入。
- シングル「月影ラヴドール」、「ガラス玉」をリリース。

2024年
- ミニアルバム「AQUAISM」をリリース。
- さとり ごうが「GoH」に名前を変更。
- 新ドラマーとして、Seiraが加入。[3]
- バンド名をGrimAquaからORSEASに変更。[4]

2025年
- シングル「哀傷雨(カナシミレイン)」をリリース。

## ディスコグラフィー[5][6]
※品番の書かれていないタイトルは配信のみのリリース。
GrimAqua時代
- 「BLACK SIDE OF TRIGGER」(2021.1.5)
- 「INFECTED ERROR」(2021.1.12)
- 「Sheena」(2021.3.16)
- 「ECLIPSE」(2021.11.12)

1. 愛を探して
2. UTOPIA
3. NEO CRAZY
4. Sheena(ECLIPSE Mix)
5. ECLIPSE
6. stay alone

- 「空は群青に泣く」(2022.3.27)
- 「月影ラヴドール」(2023.9.1)
- 「ガラス玉 」(2023.11.9)
- 「AQUAISM」(2024.2.29) [規格品番:BLML-046]

1. 黄昏オフィリア
2. 空は群青に泣く
3. 69Mother
4. Room No.
5. Painful Memories
6. Abyssally

- 「哀傷雨(カナシミレイン)」（2025.7.2）

## MV
1. 月影ラヴドール
2. 黄昏オフィリア
3. ECLIPSE
4. 愛葬(あいそう)ロマンス

## 余談
- バンド名の由来はLUM.曰く、「由来に関しては2つ意味があって。1つは人生は常に選択の連続で、究極は”死ぬか生きるか”の”Dead or Alive”だと思うんです。ただ、今俺たちが誰かとこの世界で共存できているのはこれまでの選択があったからこそだし、その選択を悔いる事は全く無い。 だからこそ胸を張って生きていきたいし、皆にもそうであって欲しいという願いも込めた生きる”or死す”が一つ。もう１つは前進バンドのGrimAquaから”混沌とした世界の中でのアクア（美しいもの）”をもっと分かりやすく表現できないか、という思いから砂漠の中にある”オアシス”を先述の”or死す”を掛け合わせました。海というSEAを入れたのも俺たちらしいなと思っています。」[7]。